# Хаапала, Арто
Арто Хаапала (фин. Arto Haapala; род. 1959, Финляндия) — финский философ, профессор эстетики на факультете философии, истории, культуры и искусства Хельсинкского университета в Финляндии.
Получил степень доктора философии в Биркбекском колледже Лондонского университета в 1985 году.
Ведёт активную деятельность в Финском обществе эстетики и Международном институте прикладной эстетики в Лахти на юге Финляндии.
Кроме эстетики, также специализируется на герменевтике, особенно философии Ханса-Георга Гадамера и Мартина Хайдеггера.

## Основные работы, переведённые на английский язык
- Emotion, the role of experience and fiction. International Yearbook of Aesthetics. 1 (1996), pp. 27–37.
- Artistic creativity: Skills and style. Selected papers of the 15th International Congress of Aesthetics. Edited by Kiyokazu Nishimura, Ken-ichi Iwaki, Tanehisa Otabe, Ken-ichi Sasaki, and Eski Tsugami, pp. 87–96.
- Aesthetics in the Human Environment. Edited by Arto Haapala and Pauline von Bonsdorff. Taiteiden tutkimuksen laitos, Helsinki, 1999.
- Aesthetic experience and the ethical dimension: Essays on moral problems in aesthetics. Edited by Arto Haapala and Oiva Kuisma. Taiteiden tutkimuksen laitos, Helsinki, 1999.
- Truth, game and art: Heidegger and Gadamer on the ontology of the work of art. Festskrift till Johan Wrede 18.10.1995. Taiteiden tutkimuksen laitos, Helsinki, 1995.